# Giovanni Codinachs Tuneu
Giovanni Codinachs Tuneu C.M.F., in spagnolo Juan Codinachs Tuneu (Santa Eugènia de Berga, 12 febbraio 1914 – Barbastro, 13 agosto 1936), è stato un religioso spagnolo, martirizzato a Barbastro durante la Guerra civile spagnola e venerato come beato dalla Chiesa cattolica.

## Biografia
Giovanni nacque a Santa Eugènia de Berga, in provincia di Barcellona, perdette il padre all'età di otto mesi e sua madre, Eugenia Teneu dovette occuparsi da sola dei cinque figli. Tutti ricevettero l'istruzione primaria presso la scuola parrocchiale che funzionò senza interruzione dall'inizio del secolo fino alla rivoluzione sotto l'egida dell'energico parroco padre Porsals. La famiglia di Giovanni era profondamente devota, e diede alla Chiesa sei sacerdoti e sei religiosi Clarettiani. All'età di otto anni, Giovanni assistette alla prima messa dello zio José María; nell'omelia il novello sacerdote parlò a lungo della bellezza della vocazione e Giovanni rimase profondamente colpito. Dopo la celebrazione, lo zio diede a Giovanni una medaglia che raffigurava l'allora beato padre Claret, suggerendogli di recitare una volta al giorno un Padre nostro perché il beato intercedesse nel discernimento della sua vocazione. Avrebbe voluto entrare in seminario già a nove anni, ma i responsabili risposero che doveva aspettare un altro anno. I suoi fratelli, scherzando, gli dicevano che non sarebbe stato in grado di portare a termine gli studi. in questo caso - rispondeva Giovanni - servirò come calzolaio. A dieci anni entrò nel postulantato di Cervera il 3 luglio del 1924, per poi proseguire gli studi a Barbastro e a Vic. Qui soffrì una dura prova: la meningite acuta, dalla quale guarì completamente, dopo non poche sofferenze.
Giovanni non aveva un talento superiore, ma era molto metodico e questa caratteristica gli permise di portare a termine il suo piano di studi. Aspirava alla missione, era allegro, ma di carattere piuttosto nervoso. Si trovava a Barbastro per terminare i suoi studi quando venne sorpreso dalla guerra civile.
Insieme a una sessantina di confratelli venne arrestato il 20 luglio del 1936, dalle milizie anarchiche sotto il comando del governo repubblicano che presero il potere in città subito dopo il golpe militare; venne recluso nel salone della scuola dei padri Scolopi. Il 12 agosto 1936 firmò la lettera di offerta alla Congregazione con queste parole:
(Giovanni Codinachs Tuneu, Firma sulla lettera di offerta alla Congregazione)
Insieme a 19 suoi confratelli venne fucilato la mattina del 13 agosto sul ciglio di una strada fuori città, fece parte del terzo gruppo di clarettiani di Barbastro che subirono il martirio. I loro corpi sono stati gettati in una fossa comune.

Dopo la guerra i resti dei martiri furono riesumati e si possono venerare oggi nella cripta della casa museo a Barbastro. Nel 2013 è uscito un film sulla vicenda intitolato "Un Dios prohibido" per la regia di Pablo Moreno.

## Culto
La beatificazione avvenne a Roma, ad opera di Giovanni Paolo II, il 25 ottobre 1992. La Chiesa cattolica lo ricorda il 13 agosto.